# Wenceslao Retana
Emilio Wenceslao Retana y Gamboa (ur. 28 września 1862 w Boadilla del Monte, zm. 21 stycznia 1924 w Madrycie) – hiszpański dziennikarz, historyk, administrator kolonialny, polityk i leksykograf.
Wiązany przede wszystkim z filipinistyką, do ukształtowania której we współczesnym sensie walnie się przyczynił. Mieszkał i pracował na wciąż wówczas będących hiszpańską kolonią Filipinach między 1884 a 1890, zaangażowany był w prace miejscowej administracji skarbowej. Rozwinął wówczas rozległą działalność publicystyczną, pisując między innymi na łamach „La opinión” i „La Oceanía española”. Uznawany za postać paradoksalną i kontrowersyjną, przeszedł ewolucję od zażartego obrońcy hiszpańskich rządów na archipelagu do obrońcy i biografa filipińskiego bohatera narodowego José Rizala.
Opublikował łącznie kilkadziesiąt prac naukowych, głównie z zakresu historii i językoznawstwa. Zaangażowany również w działalność polityczną, był posłem do Kortezów od 1896 do 1898, następnie zaś gubernatorem Hueski i Teruelu. W 1918 powierzono mu funkcję inspektora generalnego barcelońskiej policji. W 1922 włączony w skład Królewskiej Akademii Historycznej, zmarł jednakże przed formalnym podjęciem obowiązków członka tej instytucji. Pozostaje jednym z najlepiej znanych i najczęściej cytowanych badaczy filipińskiej historii.